# Josef Velenovský
Josef Velenovský (Čekanice (Blatná), 22 april 1858 - Mnichovice, 7 mei 1949) was een Tsjechische botanicus, mycoloog, pteridoloog en bryoloog. Hij werkte ook met fossielen. Hij was onderzoeker en professor aan het Botanisch Instituut van de Karelsuniversiteit Praag, afgewisseld met zijn collega Ladislav Josef Čelakovský. Hij was ook hoogleraar plantkunde aan de Karelsuniversiteit, waar hij zich in de laatste helft van zijn leven concentreerde op de studie van paddenstoelen en schimmels. Velenovský verzamelde talloze materialen, vooral in het nieuwe Midden-Bohemen, en beschreef minstens 2000 soorten schimmels. Veel van zijn type-exemplaren en andere collecties bevinden zich in het herbarium van het Nationaal Museum in Praag.

## Naar hem vernoemde taxa
- Notocactus velenovsky, Frič (1891) (nu Notocactus floricomus)
- Trifolium velenovskyi, Vandas ex Velen. (1891)
- Tortula velenovskyi, Schiffner (1893)
- Centaurea velenovskyi, Adamović (1894)
- Astragalus velenovskyi, Nábělek, (1923)
- Russula velenovskyi, Melzer & Zvára (1927)
- Naucoria velenovskyi, Pilát (1930)
- Galium velenovskyi, Ančev (1975)
- Entoloma velenovskyi, Noordel. (1979)
- Daphne velenovskyi, Halda (1981)
- Hilpertia velenovskyi, Schiffner & RHZander (1989)
- Cortinarius velenovskyanus, Moënne-Locc. & Reumaux (1997)
- Cyanus velenovskyi, Adamović, Wagenitz & Greuter (2003)
- Mollisia velenovskyi, Gminder (2006)